# Cocoricó
Cocoricó é uma série de televisão infantil brasileira produzida e exibida pela TV Cultura. Destinada a crianças na fase pré-escolar, sua história apresenta a interação do garoto Júlio com animais da fazenda Cocoricó, onde mora com seus avós, através de brincadeiras que ensinam noções de amizade, cidadania e sustentabilidade.
A produção estreou na TV Cultura em 1996 em substituição ao Glub Glub, tendo 25 minutos de duração com pequenas histórias entremeadas por séries animadas. O protagonista Júlio, confeccionado e manipulado por Fernando Gomes, foi lembrado pela sua primeira aparição na emissora, no especial de Natal Um Banho de Aventura, de 1989. Em 2003, dois anos após uma interrupção em virtude da produção de Ilha Rá Tim Bum, a atração retornou reformulada como uma série de 12 minutos por episódio sob a direção de Gomes.
Entre 2003 e 2011 Cocoricó teve, como série, 264 episódios divididos em sete temporadas, tendo as duas últimas sido dedicadas à visita de personagens da fazenda na cidade grande onde mora a família de João, primo de Júlio, o que levou a uma abordagem sobre culturas rurais e urbanas. Em 2024 a série retornou com levas de episódios temáticos.
Bem avaliado pela crítica e premiado nacional e internacionalmente, Cocoricó teve seu auge nos anos 2000, depois da reformulação, através da venda de milhares de cópias de DVDs com seus videoclipes musicais, embalados por canções de Hélio Ziskind, além de produtos como brinquedos, jogos, livros, revistas em quadrinhos e artigos para festas. A franquia também derivou produções como TV Cocoricó, programa com entrevistas e reportagens exibido entre 2012 e 2013, e Cocoricó Conta Clássicos, filme de 2012 em que os personagens encenam contos literários infantis.

## Sinopse
Júlio, um garoto de oito anos, mora com seus avós na fazenda Cocoricó. Ao lado de seus amigos — as galinhas Lilica, Zazá e Lola, o cavalo Alípio, o papagaio Caco, a vaca Mimosa e o morcego Toquinho —, cria brincadeiras e histórias ao mesmo tempo em que eles aprendem noções de amizade, cidadania e sustentabilidade. Nos arredores da fazenda há um chiqueiro onde moram o porquinho Astolfo e sua mãe Astolfina, e numa reserva indígena próxima vive Oriba, que também brinca com Júlio e os bichos do paiol. Os monstrinhos Dito e Feito estão sempre armando planos contra os moradores do lugar, e a eles juntam-se o casal Pato Torquato e Pata Vina, que moram perto de um lago onde vive o Sapo Martelo.
Na quarta e quinta temporadas da série, João, primo de Júlio, chega da cidade grande de férias trazendo novidades tecnológicas aos moradores da fazenda Cocoricó. Depois, na sexta e sétima temporadas, Júlio, Zazá e Alípio, acompanhados por Lilica, de penetra em uma de suas malas, visitam o apartamento da família de João, que mora com seus pais Noel e Dora e o irmão caçula Rodolfo. Aprendendo a viver a rotina numa metrópole ao mesmo tempo em que mantêm contato com os habitantes do paiol através da Internet, lá eles fazem amizade com o porteiro Dorivaldo e a vizinha Vitória, além do rato Roto e o cão Esfarrapado, que vivem no beco sem saída ao lado do prédio.

## Elenco
A seguir estão listados os intérpretes que manipularam e emprestaram suas vozes aos bonecos dos personagens de Cocoricó.
- Fernando Gomes — Júlio, avô de Júlio, Roto e Rodolfo (2011);
- Magda Crudelli (1996–2010) — Lilica, Mimosa e Pata Vina;
- Neusa de Souza — Zazá, Caco e Dora;
- Eduardo Alves — Lola, Galileu, Pato Torquato e João;
- Hugo Picchi (1996–2010; 2024–2025) — Alípio, Kiko, Astolfo e Esfarrapado;
- Alvaro Petersen — avó de Júlio, Oriba, Dito e Esfarrapado (2011);
- Enrique Serrano — Feito, Toquinho, Sapo Martelo, Rodolfo (2009–2010) e Astolfo (2011);
- Kelly Guidotti (2011, 2024–2025) — Lilica, Mimosa e Pata Vina;
- Leo Abel (2011) — Alípio;
- Rubinho Louzada — Noel;
- Falcon Mantovani — Dorivaldo e Vitória.

## História
Em dezembro de 1989 a TV Cultura exibiu o telefilme Um Banho de Aventura na sua programação de fim de ano. A história apresentou Júlio e seu leão de pelúcia falante Léo, que, por estar sujo devido a não gostar de tomar banho, foi levado pela mãe do menino para a lavanderia, onde acaba se perdendo, fazendo o amigo procurá-lo na máquina de lavar e parar num mundo fantasioso. Os personagens da produção, dirigida por Bia Rosenberg, eram bonecos manipuláveis, tendo Júlio sido confeccionado e interpretado pelo artista plástico Fernando Gomes, que estava na emissora desde 1986 manipulando bonecos no programa Bambalalão. O especial foi desmembrado em capítulos para ser transmitido no quadro Senta que lá Vem a História, do programa Rá Tim Bum, no começo da década de 1990.
Ainda em meados dos anos 1990 a TV Cultura procurou por um novo programa para preencher sua grade infantil após o encerramento de Glub Glub, sendo levada adiante a ideia de uma produção com bonecos que se passaria num ambiente rural, em contraponto às outras programações da época, essencialmente urbanas, onde uma criança seria amiga de animais de uma fazenda, o que já era pensado pelo então presidente da emissora Roberto Muylaert. Júlio foi lembrado para ser o protagonista, e assim foram elaborados os perfis dos outros personagens, dos quais Fernando Gomes foi um dos confeccionadores.
Cocoricó, nome escolhido por ser uma onomatopeia para a imitação do canto do galo, estreou na TV Cultura em 1 de abril de 1996 com exibição de segunda a sábado, às 18h30; posteriormente passou a ir ao ar também às 10h e nas tardes dos fins de semana. Sob a direção de Eliana Lobo e Arcângelo Mello, o grupo de manipuladores, formado por Gomes, Neusa de Souza, Magda Crudelli, Hugo Picchi, Eduardo Alves e Andréa Peres, atuava observando um monitor com fones nos ouvidos atrás de cenários altos, que seguiam uma linha irrealista como em animações, e os roteiros eram escritos por Cláudia Dalla Verde, Lidia Chaib, Márcio Araújo e Dionisio Jacob sob a avaliação do consultor pedagógico Manoel Ribeiro Ferraz. Neste primeiro momento o programa era composto de blocos de histórias intercalados com séries animadas estrangeiras, como Pingu, Philbert Frog, Vavá, Hav a Kvik, Les Multoches e De Olho nos Doces. Inicialmente destinada a crianças de até dez anos, a produção consolidou-se entre menores da fase pré-escolar, passando a ter seus roteiros adaptados para a faixa.
No início de 2001 Gomes assumiu a direção de Ilha Rá Tim Bum, série que a TV Cultura idealizou no final de 1997 mas que teve produção e estreia adiadas por, entre outros problemas, falta de verba e mudanças na equipe de produção. Lançado em julho de 2002, Ilha absorveu a equipe e utilizou a estrutura de Cocoricó, fazendo o programa ter suas gravações encerradas e começar a apresentar reprises por não haver condições de conciliar a produção de ambos. No entanto, no fim de 2002, o infantil foi retomado pela emissora, que optou por voltar a investir no público pré-escolar em virtude dos baixos índices de audiência do Ilha, destinado à faixa infantojuvenil. Nesta nova fase o programa, que passou a ser dirigido a convite por Gomes, teve seu formato totalmente reformulado como série, ganhou novos bonecos e cenários e passou a contar com maior presença de videoclipes musicais, tendo sido produzidos 52 novos episódios que foram ao ar a partir de julho de 2003.
Ao longo dos anos mais seis temporadas foram gravadas, sendo que a partir do final de 2004 os episódios inéditos chegavam primeiro à TV Rá Tim Bum, emissora infantil mantida pela fundação da TV Cultura, que os exibia meses depois. Temas urbanos passaram a ser abordados com as férias de João na fazenda Cocoricó na quarta temporada, de 2007, e com a chegada dos personagens do paiol à cidade onde o garoto mora, na sexta temporada, de 2009. Como forma de divulgação para aproveitar a experiência com a gravação em alta definição, os cinco primeiros episódios da fase na cidade foram lançados em julho como filme nos cinemas de nove cidades brasileiras sob o título Cocoricó: As Aventuras na Cidade. A sétima temporada da série, que apresentou a expectativa dos personagens para o retorno à fazenda, foi exibida durante 2011.
Em dezembro de 2023, em comemoração aos seus 55 anos de inauguração, a TV Cultura anunciou oficialmente a retomada da produção de Cocoricó, que voltou a ser gravado em agosto de 2024. Em 26 episódios com três minutos exibidos aos sábados, às 12h30, com estreia em 12 de outubro em comemoração ao Dia das Crianças, a nova temporada abordou educação financeira com os personagens aprendendo a economizar e utilizar seu dinheiro de forma consciente, contando com patrocínio da Nubank. Entre 13 e 18 de janeiro de 2025, através de uma parceria com a Tetra Pak, uma nova leva de seis episódios foi ao ar, às 13h, abordando reciclagem e separação de resíduos.

## Exibição
No Brasil
A TV Cultura distribui para outras emissoras e plataformas de streaming os episódios de Cocoricó produzidos de 2003 a 2011. Entre os canais brasileiros o infantil foi exibido na TVE Brasil, TV Brasil, Zoomoo, Nick Jr. e HBO Family. Na década de 2000 os capítulos eram vendidos em DVDs na Coleção Fazenda, que incluía menus interativos. No meio digital, além do Cultura Play, aplicativo de vídeos da TV Cultura, a série está disponível desde 2020 no serviço de streaming Prime Video e é transmitida ao vivo no canal 714 da Pluto TV no Brasil, lançado em 2022; no mesmo ano também chegou a integrar catálogo do Disney+. Antes da disponibilização nas plataformas digitais os episódios da série estavam publicados em seu canal oficial no YouTube, apesar de, segundo a emissora, sua privação não ter ocorrido em virtude dos licenciamentos.
Em 2025 os episódios das cinco primeiras temporadas de Cocoricó são reprisados pela TV Cultura, enquanto toda a série, incluindo a primeira fase, é reexibida diariamente na TV Rá Tim Bum.
Internacional
Cocoricó foi apresentado no exterior pela primeira vez em 2004, quando a emissora pública japonesa NHK negociou sua exibição, sem sucesso. Em 2007, através da exposição de um episódio em língua espanhola na feira de entretenimento infantil Kidscreen Summit, o programa foi adquirido pela emissora venezuelana Vive. Depois, estreou em 2009 no serviço de TV paga português ZON TVCabo, em 2010 no Pakapaka, da Argentina, e em 2013 na TV Globo Internacional, canal da TV Globo para brasileiros que moram em outros continentes, através de uma troca de conteúdos com a TV Cultura. A série também chegou a ser exibida em Angola e Moçambique nos anos 2000.

## Música
O compositor de músicas infantis Hélio Ziskind foi o responsável pela trilha sonora de Cocoricó até a temporada de 2008, tendo inclusive escrito e interpretado as duas versões do tema de abertura — a primeira, da fase de 1996 a 2003, cujo título era o nome do programa, e a segunda, de 2003 em diante, com alterações na letra, intitulada "Nós". Zé Rodrix também ficou responsável por algumas canções quando Ziskind não estava envolvido na produção musical. De 2009 a 2011, na fase da ambientação na cidade, o roteirista dos episódios Fernando Salem assumiu a criação das músicas, adotando ritmos urbanos misturados às características rurais já presentes na produção.
A partir de 2004 os videoclipes com os personagens passaram a ser lançados em DVD pela Cultura Marcas através de um licenciamento com a Log On. Em 2012 as canções criadas por Ziskind para a série foram distribuídas na coleção "Có-Có-Coral!", com quatro discos.

## Adaptações
Televisão e cinema
Em janeiro de 2011 a TV Cultura estreou Cocoricó na França, um projeto que englobava um episódio especial e vinte curtas sobre a relação entre Brasil e França através da visita do galo Chanteclair à fazenda onde os viviam os personagens. Após o encerramento da série, estreou em 9 de julho de 2012 o TV Cocoricó, exibido ao vivo de segunda a sexta entre 11h e 12h. Seguindo temas específicos, o programa apresentava quadros, reportagens e entrevistas com personalidades, havendo a participação de pessoas como Tânia Paes, intérprete da produtora de estúdio que contracenava com os bonecos. Em outubro de 2013, durante uma reformulação na grade da TV Cultura, o programa passou a ser transmitido aos sábados, ao meio-dia, até ser encerrado, em 28 de dezembro. Ainda em 2012, em comemoração à semana das crianças em outubro, foi lançado nos cinemas do Brasil o filme Cocoricó Conta Clássicos, em que os personagens reinterpretam cinco contos literários infantis. Uma série semanal derivada do longa-metragem estreou na TV Cultura em outubro de 2013 com histórias inéditas.
Outros meios
A partir de março de 2006 a editora Melhoramentos lançou uma coleção com Cocoricó - O Livro e outros quatro títulos baseados em episódios exibidos na televisão. Em junho de 2007, para suprir a saída da Turma da Mônica do seu catálogo, a Editora Globo passou a publicar revistas de histórias em quadrinhos mensais de Cocoricó com livros para colorir; a distribuição de todas as HQs da editora foi encerrada em janeiro de 2008. A série também ganhou adaptação nas apresentações teatrais Uma Aventura no Teatro, de 2009, e Cocoricó - O Show, de 2011. Em 2014 a desenvolvedora Ø1Digital lançou o jogo de corrida Cocoricó: Brincando de Pega-Pega para dispositivos móveis.

## Recepção
Cocoricó alcançou seu auge a partir de 2003 com a reformulação no seu formato. Por vezes a série teve seu conteúdo bem avaliado por críticos de televisão, como Bia Abramo, para o jornal Folha de S.Paulo em 2005, que afirmou que era "um dos melhores programas produzidos para crianças na TV brasileira", destacando sobretudo que a trilha sonora composta por Hélio Ziskind era "divertida, de letras fáceis de lembrar, dançáveis" e prendia a atenção do público-alvo. Os DVDs com videoclipes musicais figuraram, logo após seu lançamento, entre os infantis mais vendidos no Brasil, alcançando em 2006, segundo dados da licenciadora Log On, 216 mil cópias somados os dois discos e liderando acima de séries estrangeiras. No mesmo período produtos derivados do programa, como brinquedos, jogos e artigos para festas infantis, renderam um milhão de reais, o que respondia por 70% do faturamento de licenciamentos da TV Cultura. Ainda em 2006 a audiência do infantil era considerada uma das maiores da emissora, chegando até cerca de 270 mil espectadores segundo medições do IBOPE.
O alcance de Cocoricó levou à participação de personagens em campanhas sociais, que incluíram pequenos programas sobre combate à dengue, direitos da criança e do adolescente, prevenção a acidentes domésticos e preservação da água. Em 2010 a série foi escalada para um projeto da prefeitura de São Paulo voltado ao reforço da língua portuguesa e da matemática a alunos do ensino fundamental através de vídeos e cadernos de atividades.
Prêmios
Em 1997 Cocoricó venceu a categoria de melhor programa de televisão infantil do Prêmio APCA, da Associação Paulista de Críticos de Arte, e o VI Festival Internacional de Cine para Niños y Jóvenes do Prêmio UNESCO, em Montevidéu, Uruguai. Em 2003 levou a categoria de ficção até seis anos do I Festival Prix Jeunesse Iberoamericano, realizado pela Televisión Nacional de Chile, entre mais de quarenta produções infantis selecionadas por três mil crianças da capital chilena Santiago. Em 2004 conquistou os títulos de melhor série de televisão e melhor trilha sonora no Festival de Cine Infantil de Ciudad Guayana, na Venezuela, e também chegou a ser indicado ao Prêmio MídiaQ, da revista Meio & Mensagem. Em 2014 o TV Cocoricó foi eleito o melhor programa infantil do ano anterior no Troféu Imprensa.
Acusação de plágio
Logo após a estreia de Cocoricó, em 1996, o produtor Ely Barbosa afirmou para a Folha de S.Paulo que a série era uma plágio de Celeiro Encantado, projeto infantil que desenvolveu para a Rede Manchete em 1990 mas que ficou engavetado até 1994, quando o apresentou a outras emissoras e produtoras independentes, indicando que, por ser um programa de bonecos com os mesmos animais como personagens e ter passado "por várias mãos, a informação deve ter vazado de algum lugar". Também à Folha, o diretor jurídico da TV Cultura Fernando Fortes rebateu que os animais eram os "mais fáceis de se encontrar em uma fazenda" e que deveriam "existir umas 500 histórias rurais semelhantes".